# 雷城 (喬治亞州)
雷城（英語：Ray City）是一個位於美國喬治亞州貝林縣和拉尼爾縣的城市。

## 地理
雷城的座標為31°04′32″N 83°11′51″W / 31.07556°N 83.19750°W，而該地的平均海拔高度為58米（即190英尺）。

## 人口
根據2010年美國人口普查的數據，雷城的面積為2.10平方千米，當中陸地面積為2.10平方千米，而水域面積為0.00平方千米。當地共有人口1090人，而人口密度為每平方千米519人。